# Carin C. Tietze

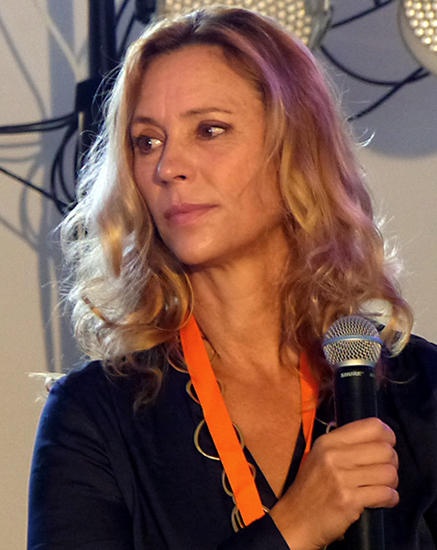
Carin C. Tietze, 2015

Carin Christina Tietze (* 3. Oktober 1964 in Denver, Colorado) ist eine deutsch-US-amerikanische Schauspielerin und Synchronsprecherin.

## Leben und Wirken
Carin C. Tietze wuchs in der Nähe von München auf. In jungen Jahren startete sie als Ski-Rennläuferin für den TSV Starnberg. Von 1985 bis 1987 absolvierte sie eine Schauspielausbildung an der Neighborhood Playhouse School of Theatre in New York City.
Im deutschen Fernsehen war sie in vielen Serien, darunter Derrick, Der Bergdoktor, Unser Lehrer Doktor Specht, Tierarzt Dr. Engel, SK Kölsch, Im Tal der wilden Rosen, Sperling, Der Bulle von Tölz, SOKO München, SOKO Stuttgart, Der Winzerkönig, Der Alte, Tatort, Das Traumschiff, Hubert und Staller, Herzensbrecher – Vater von vier Söhnen, sowie in den Verfilmungen von Rosamunde Pilcher und Inga Lindström zu sehen.
Als Synchronsprecherin lieh sie schon Juliette Binoche (Der englische Patient), Tilda Swinton (Die Chroniken von Narnia), Linda Fiorentino (Good Vibrations), Andie MacDowell (Muppets aus dem All), Kari Wuhrer (Vivid), Helen Sjöholm (Wie im Himmel), Juliet Aubrey (Primeval – Rückkehr der Urzeitmonster), Paige Turco (The Agency – Im Fadenkreuz der C.I.A.), Joan Cusack (Toy Story 2 und 3) und Anna Chancellor (Per Anhalter durch die Galaxis) ihre Stimme. In South Park ist sie die deutsche Stimme von Sharon Marsh.
Außerdem sprach sie die Textpassagen von Sarah Hawkins in Der Schatzplanet und von Esmeralda in Der Glöckner von Notre Dame.
Sie ist mit dem Drehbuchautor und Regisseur Florian Richter verheiratet, hat zwei Kinder und lebt in Berg am Starnberger See.
Im Juli 2022 erhielt Tietze die deutsche Staatsbürgerschaft.

## Filmografie (Auswahl)
- 1987: Nukie
- 1988: Familienschande
- 1988–2011: Der Alte (6 Folgen)
- 1989–2009: SOKO München (4 Folgen)
- 1989: Forced March
- 1989: Zwei Frauen
- 1989: Unbedingt ein Neger
- 1990–1995: Derrick (6 Folgen)
- 1991: Allein unter Frauen
- 1991: Die Abenteuer vom Rio Verde (Miniserie)
- 1991: Auf der Suche nach Salome
- 1992–1996: Der Bergdoktor
- 1992: Kleine Haie
- 1992: Glückliche Reise – Sri Lanka
- 1993: Moselbrück (3. Staffel)
- 1993: White Fang (TV-Serie)
- 1993: Das Traumschiff – Südafrika (Folge 20)
- 1994: Pumuckl und der blaue Klabauter
- 1994: Hallo, Onkel Doc (einige Folgen)
- 1995: Habt euch bitte wieder lieb
- 1995: Rosamunde Pilcher – Sommer am Meer
- 1995: Unter Druck
- 1995: Alte Freunde küßt man nicht
- 1996: Der Mann ohne Schatten – Die Wahrheit wissen nur die Toten
- 1996: Echte Kerle
- 1996: Charley’s Tante
- 1996: Unser Lehrer Doktor Specht (9 Folgen)
- 1997: Herz über Kopf
- 1997: Küstenwache – In der Tiefe der See
- 1997: Joy Fieldings Mörderischer Sommer
- 1997–2009: Der Bulle von Tölz (6 Folgen)
- 1998: Tierarzt Dr. Engel – Auf Leben und Tod
- 1998: Die Straßen von Berlin – Rivalen
- 1998: A.S. (TV-Serie) – Daniela
- 1998: Tierarzt Dr. Engel – Auf dem Rücken der Pferde
- 1998: Helden und andere Feiglinge
- 1998: Tal der Schatten
- 1998: Cascadeur – Die Jagd nach dem Bernsteinzimmer
- 1998: Tierarzt Dr. Engel – Das Gerücht
- 1999: Mörderische Abfahrt – Skitour in den Tod
- 1999: Doppelpack – Das Duell
- 1999: Ein Mann für gewisse Sekunden
- 1999: Das Tal der Schatten
- 1999: Racheengel – Stimme aus dem Dunkeln
- 1999: Ein Mann steht auf
- 1999: Zum Sterben schön
- 2000: Tatort – Viktualienmarkt
- 2000: Fast ein Gentleman (TV-Serie) – Geld ist nicht alles
- 2001: Sinan Toprak ist der Unbestechliche – Fit for live
- 2001: Frauen, die Prosecco trinken
- 2001: L'île bleue
- 2001: Rosamunde Pilcher – Küste der Träume
- 2001: Herzstolpern
- 2002: Die Rosenheim-Cops – Tödliches Erbe
- 2002: Das Traumschiff – Thailand (Folge 43)
- 2002: Edel & Starck – Das Gericht tanzt
- 2002: Voll korrekte Jungs
- 2003–2007: Sperling (5 Folgen)
- 2003: Gelübde des Herzens
- 2003: Schöne Lügen
- 2003: Im Namen des Gesetzes – Zerbrochene Freundschaft
- 2003: Dornröschens leiser Tod
- 2003: Tatort – Im Visier
- 2004: Die Verbrechen des Professor Capellari – Ein Toter kehrt zurück
- 2004: Inga Lindström – Sehnsucht nach Marielund
- 2005: Auf den Spuren der Vergangenheit
- 2005: SK Kölsch
- 2005: Küstenwache – Baby an Bord
- 2005: Das Duo – Herzflimmern
- 2005: Der Pfundskerl (Fernsehserie, Folge: Schlaflose Nächte)
- 2006–2010: Der Winzerkönig (30 Folgen)
- 2006: Im Tal der wilden Rosen – Was das Herz befiehlt
- 2007: SOKO Köln – Alte Freunde
- 2007: Das doppelte Lottchen
- 2007: Ein starkes Team – Unter Wölfen
- 2007: SOKO Wismar – Nasser Tod
- 2007: Im Tal der wilden Rosen – Triumph der Liebe
- 2008: Alarm für Cobra 11 – Die Autobahnpolizei – Stadt in Angst
- 2008: Wieder daheim
- 2008: Die Sache mit dem Glück
- 2008: Das Traumschiff – Vietnam (Folge 58)
- 2008: Safari ins Glück
- 2009: Schuldig
- 2009: Barbara Wood – Karibisches Geheimnis
- 2009: Der Kriminalist – Der gute Samariter
- 2009: Ein Fall für zwei – Der Senkrechtstarter
- 2009: Kreuzfahrt ins Glück – Hochzeitsreise nach Marrakesch
- 2010: Notruf Hafenkante – Schlaf, Kindchen, schlaf
- 2010: Polizeiruf 110 – Blutiges Geld
- 2010: Inga Lindström – Millionäre küsst man nicht
- 2010: König der Herzen
- 2011: Emilie Richards – Entscheidung des Herzens
- 2011: SOKO Leipzig – Vater, Mutter, Kind
- 2011: Für immer daheim
- 2011: Tatort – Borowski und die Frau am Fenster
- 2011–2016: Hubert und Staller (84 Folgen)
- 2012: Das Leben ist ein Bauernhof
- 2012: Rosamunde Pilcher – Die falsche Nonne
- 2012: Unter Verdacht – Das Blut der Erde
- 2012: Das Traumschiff – Singapur (Folge 68)
- 2013: SOKO Stuttgart – Die Unsichtbaren
- 2013: Die Rosenheim-Cops – Karten lügen nicht
- 2013: Inga Lindström – Herz aus Eis
- 2013: SOKO Kitzbühel – Fehldiagnose
- 2013: Um Himmels Willen – Liebesgeflüster
- 2014: Der Bergdoktor – Der bessere Tod
- 2014: München 7 – Bombenhochzeit
- 2015: Mara und der Feuerbringer
- 2015–2016: Herzensbrecher – Vater von vier Söhnen (2 Staffeln)
- 2016: Der Staatsanwalt – Der Schein trügt
- 2016, 2021: SOKO Stuttgart – Wenn Sterne lügen, Reunion
- 2017: SOKO München – Handgeld
- 2017: Die Chefin – Schwarze Schafe
- 2017: SOKO Donau – Grenzfall
- 2017: SOKO Köln – Geliebte Feindin
- 2018: Rosamunde Pilcher – Geerbtes Glück
- 2018: Inga Lindström – Lilith und die Sache mit den Männern
- 2018: Der Nesthocker (TV Romantikkomödie)
- 2019: Bettys Diagnose – Liebeskummer
- 2020: Frühling – Liebe hinter geschlossenen Vorhängen
- 2020: Der Alte – Der schwarze Tunnel
- 2020: SOKO München – Endstation
- 2020: Hochzeitsstrudel und Zwetschgenglück
- 2020: Frühling – Liebe hinter geschlossenen Vorhängen
- 2024: Das Traumschiff – Nusantara (Folge 100)
- 2024: Inga Lindström – Spinnefeind
- 2024: Polizeiruf 110: Jenseits des Rechts

## Synchronrollen (Auswahl)
Paprika Steen
- 1998: als Helene in Das Fest
- 1998: als Wiebke in Idioten
- 1999: als Pernille in Mifune – Dogma III
- 2007: als Ulla Harms in Alien Teacher
- 2008: als Sigrid in Wen du fürchtest
- 2012: als Benedikte in Love Is All You Need

Juliette Binoche
- 1993: als Julie Vignon in Drei Farben: Blau
- 1996: als Hana in Der englische Patient
- 2000: als Anne Laurent in Code: unbekannt
- 2002: als Rose in Jet Lag – Oder wo die Liebe hinfliegt
- 2005: als Anne Laurent in Caché

Joan Cusack
- 1999: als Jessie in Toy Story 2
- 2010: als Jessie in Toy Story 3
- 2011: als Jessie in Toy Story Toons: Kleine Portion
- 2013: als Jessie in Toy Story of Terror
- 2014: als Jessie in Toy Story: Mögen die Spiele beginnen

Gina Gershon
- 1991: als Patti Madano in Deadly Revenge – Das Brooklyn-Massaker
- 2004: als Florence DeCroix Hagen in 3-Way

Robin Wright
- 2001: als Lori in Das Versprechen
- 2003: als Nicola / Nina / Blondine in The Singing Detective

### Filme
- 1989: Tracy Griffith als Samantha Brooks in Limba, Limba, Lambada
- 1991: Halle Berry als Cory in Last Boy Scout – Das Ziel ist Überleben
- 1991: Jennifer Connelly als Jenny Blake in Rocketeer
- 1992: Alexandra Paul als Carrie in Die Serienmörderin
- 1992: Laurie Heineman als Myra in Save the Tiger
- 1994: Joan Chen als Maru in Auf brennendem Eis
- 1995: Madonna als Elspeth in Four Rooms
- 1997: Natascha McElhone als Megan Doherty in Vertrauter Feind
- 1997: Joely Richardson als Anita in 101 Dalmatiner
- 2001: Julie in Heavy Metal: F.A.K.K.²
- 2001: Diane Lane als Erin Glass in The Glass House
- 2003: Clémentine Célarié als Annie in Betty Blue – 37,2 Grad am Morgen
- 2006: Cynthia Stevenson als Jackie Framm in Air Buddies – Die Welpen sind los
- 2009: Kenda Benward als Suzie in Die Entführung meines Vaters
- 2015: Leigh-Allyn Baker als Liz Morgan in Bad Hair Day
- 2015: Hope Davis als Cassandra in Wild Card

### Serien
- 1978: Brenda Sykes als Ruthie Daniels in Harry O
- 1987–1988 Jessica Steen als Corporal Chase in Captain Power
- 1988: Katie Leigh als Sunni Gummi (1. Stimme) in Disneys Gummibärenbande
- 1989–1991 Prinzessin Lana  in Captain N
- 1989: Janet Julian als Diane Nash in Falcon Crest
- 1989–1990: Sophie Aldred als Ace in Doctor Who
- 1990: Sheila Wills als Major Fields in Buck Rogers
- 1991: Terry Markwell als Casey Randall in In geheimer Mission
- 1992: Eiko Yamada als Jessica in Georgie
- 1996: Vivienne Benesch als Delia in Law & Order
- 2016: Nancy Carell als Mrs. Perry in Angie Tribeca
- 2017: Katey Sagal als Lanie Schultz in This Is Us – Das ist Leben
- 2020: Yūko Mita als Charlotte Brulee in One Piece

## Publikationen
- Tonträger von und mit Carin C. Tietze im Katalog der Deutschen Nationalbibliothek